# 워크래프트
《워크래프트》(Warcraft)는 블리자드 엔터테인먼트가 제작한 비디오 게임, 소설 및 기타 매체의 프랜차이즈다. 이 시리즈는 《워크래프트: 오크와 인간》, 《워크래프트 II: 타이드 오브 다크니스》, 《워크래프트 III: 레인 오브 카오스》, 《월드 오브 워크래프트》, 《하스스톤: 워크래프트의 영웅들》 총 5가지 핵심 게임으로 구성되어 있다. 가장 먼저 발표한 세 개의 게임은 실시간 전략 시뮬레이션 컴퓨터 게임이며, 네 번째 게임은 MMORPG이다. 가장 최근에 발표된 《워크래프트 리포지드》는 《워크래프트 III》의 리마스터작이다.

## 컴퓨터 게임
| 1994 | 워크래프트: 오크와 인간                   |
| 1995 | 워크래프트 II: 타이드 오브 다크니스       |
| 1996 | 워크래프트 II: 비욘드 더 다크 포탈        |
| 1997 |                                           |
| 1998 |                                           |
| 1999 | 워크래프트 II: 배틀넷 에디션              |
| 2000 |                                           |
| 2001 |                                           |
| 2002 | 워크래프트 III: 레인 오브 카오스          |
| 2003 | 워크래프트 III: 프로즌 쓰론               |
| 2004 | 월드 오브 워크래프트                      |
| 2005 |                                           |
| 2006 |                                           |
| 2007 | 월드 오브 워크래프트: 불타는 성전         |
| 2008 | 월드 오브 워크래프트: 리치 왕의 분노      |
| 2009 |                                           |
| 2010 | 월드 오브 워크래프트: 대격변              |
| 2011 |                                           |
| 2012 | 월드 오브 워크래프트: 판다리아의 안개     |
| 2013 |                                           |
| 2014 | 하스스톤                                  |
| 2014 | 월드 오브 워크래프트: 드레노어의 전쟁군주 |
| 2015 |                                           |
| 2016 | 월드 오브 워크래프트: 군단                |
| 2017 |                                           |
| 2018 | 월드 오브 워크래프트: 격전의 아제로스     |

첫 세개의 워크래프트 게임들은 모두 전략 시뮬레이션 게임으로 도스와 매킨토시용 모두 발매되었다.
1998년도에는 블리자드 엔터테인먼트는 워크래프트: 부족의 지배자라는 워크래프트 시리즈의 어드벤쳐 게임의 출시를 중지하였다.
세계적으로 사랑을 받은 MMORPG게임인 월드 오브 워크래프트는 2004년도에 발매해 한국에서도 큰 사랑을 받고 있다.

## 기타 매체

### 카드 수집 게임
- 《월드 오브 워크래프트 트레이딩 카드 게임》 - 2006년 ~ 2013년
- 《하스스톤: 워크래프트의 영웅들》 - 2014년 ~ 현재

### 소설
- 워크래프트
  - 피와 명예 (Of Blood and Honor) -2000
  - 용의 날 (Day of the Dragon) -2001 (2001, 황금가지)
  - 부족의 지배자 (Lord of the Clans) -2002 (2002, 황금가지)
  - 최후의 수호자 (The Last Guardian) -2002
- 워크래프트: 고대의 전쟁 (Warcraft: War of the Ancients Trilogy)
  - 영원의 샘 (The Well of Eternity) -2004
  - 악마의 영혼 (The Demon Soul) -2004
  - 세계의 분리 (The Sundering) -2005
- 월드 오브 워크래프트
  - 증오의 순환 (Cycle of Hatred) -2006
  - 호드의 탄생 (Rise of the Horde) -2006
  - 어둠의 물결 (Tides of Darkness) -2007
  - 어둠의 문 넘어 (Beyong the Dark Portal) -2008
  - 용의 밤 (Night of the Dragon) -2008
  - 아서스: 리치왕의 탄생 (Arthas: Rise of the Lich King) -2009 (2010, 제우미디어)
  - 스톰레이지 (Stormrage) -2010 (2010, 제우미디어)
  - 부서지는 세계: 대격변의 전조 (The Shattering: Prelude to Cataclysm) -2010 (2011, 제우미디어)
  - 스랄: 위상들의 황혼 (Thrall: Twilight of the Aspects) -2011
  - 늑대의 심장 (Wolfheart) -2011
  - 전쟁의 물결 (Tides of War) -출시예정